# 血腥洗禮實錄
《血腥洗禮實錄》（義大利語：Schiave bianche – Violenza in Amazzonia）是一部由马里奥·格里亚绰（Mario Gariazzo）执导的1985年食人族恐怖片/爱情片，由埃尔维（Elvire Audray），威尔·冈萨雷斯（Will Gonzalez），迪克·坎贝尔（Dick Campbell）和安德烈·科波拉（Andrea Coppola）主演。